# Ballet de l'Òpera Nacional de París
El Ballet de l'Òpera Nacional de París, format en 1669 per encàrrec de Jean-Baptiste Colbert, és la companyia de dansa clàssica acadèmica més antiga que encara està en actiu. Des de 1875 té residència a l'Òpera Garnier de París. En l'actualitat la directora és l'eminent Aurélie Dupont.
Està lligat a l'escola de dansa de l'Òpera de París, que es va fundar en 1713 i que és l'escola de dansa occidental més antiga i de prestigi mundial, i al Grup de Recerca Coreogràfica de l'Òpera de París.
Entre els ballarins i les ballarines més destacats d'aquella primera època destaquen Pécourt, Blondy, Jean Dauberval, Gardel, La Fontaine, Camargo i Maria Sallé. El ballet incorporà l'acció, en la qual la pantomima té un pes important, i s'allibera de màscares i mirinyacs.. Actualment la llista en seria interminable.
El 2013 el ballet comptava amb 154 ballarins, dels quals 18 eren "estrelles" i 14 "primers ballarins", la majoria formats a l'escola de dansa de l'Òpera. Els ballarins entren als setze anys, per concurs, a l'escola i se solen retirar abans dels quaranta o màxim quaranta-dos anys. El ballet té una jerarquia particular des de les inferiors "quadrilles", passant després a "choryphées", a les tres que participen en els grans ballets de repertori i altres nous que s'hi van incorporant: "sujets", "premiers danseurs" i "étoiles".